# Gotthard Muhr
Gotthard Muhr (* 30. Dezember 1939 in Schwanenstadt/Oberösterreich; † 17. September 2013 in Wien) war ein österreichischer Maler, Grafiker, Bildhauer und Hochschullehrer.

## Leben
Gotthard Muhr war der Sohn eines oberösterreichischen Sargtischlers und Leichenbestatters. Von 1958 bis 1964 studierte er bei Max Melcher an der Meisterklasse für Malerei und Grafik an der Akademie der Bildenden Künste in Wien. Nach dem Diplom lebte er als freischaffender Künstler in Wien und im Burgenland. 1965 hatte er seine erste Einzelausstellung in der Galerie Kontakt in Linz. Im Jahr 1966 erhielt er den Österreichischen Staatspreis für Grafik. 
Gemeinsam mit Arnulf Rainer nahm er für Österreich auf der II. Internationalen Grafikbiennale in Krakau teil, 1970 an der 7. Internationalen Grafikbiennale in Tokyo. Bei der XIII. Biennale von São Paulo 1975 war er gemeinsam mit Cornelius Kolig und Hans Staudacher offizieller Vertreter Österreichs.
1966 trat er der Künstlervereinigung MAERZ. bei. Seit 1971 war er Mitglied der Wiener Sezession, in seiner Zeit als Vorstandsmitglied (1983–1993) fand Mitte der 80er Jahre – unter der Präsidentschaft von Edelbert Köb – die Renovierung und künstlerische Neuausrichtung des Hauses statt. Seit 1976 lehrte er an der Akademie der Bildenden Künste in Wien.

## Auszeichnungen
- 1962 Silberne Fügermedaille
- 1966 Österreichischer Staatspreis für Grafik[8]
- 1966 Preis des Landes Niederösterreich beim 10. Österreichischen Grafikwettbewerb in Innsbruck[9]
- 1983 1. Preis Römerquelle-Kunstwettbewerb[10]

## Werk und Rezeption
Bekannt wurde er in den 1960er Jahren durch seine Radierungen und Holzschnitte. In einer Festschrift zum 280-jährigen Bestehen der Akademie der bildenden Künste wird er als einer der „wichtigsten ehemaligen Schüler der Meisterschule für Graphik“ bezeichnet. Als Bildhauer arbeitete er mit den Materialien Gips, Ton, Stein und Holz und wird von Otto Breicha in die große österreichische Tradition gestellt, die von Fritz Wotruba geprägt wurde. In seiner Malerei der frühen siebziger Jahre gilt er als Vorläufer der Neuen Wilden. Zahlreiche mehrmonatige Studienreisen vor allem in afrikanische Länder schlugen sich auch im Werk nieder, etwa in der vom Rupertinum Salzburg herausgegebenen Lithografiemappe „Von einer ägyptischen Reise“.
Peter Baum deutet Muhrs Werk „in Fortsetzung der großen expressionistischen Tradition …, für die bei uns Namen wie Egon Schiele und Oskar Kokoschka, Alfred Kubin und Richard Gerstl stehen“. Kristian Sotriffer sieht ihn „zwischen Goya und Art Brut angesiedelt“. 
Otto Breicha wiederum will ihn gar nicht einordnen: „Er braucht nicht auf die in die verschiedenen Kunstrichtungen losbrausenden Züge aufturnen, weil er schlau und selbstbewusst weiß, was er möchte und wohin er will“.